# Ян Куй
Ян Куй (кит. трад. 楊逵, пиньинь Yáng Kuí; 18 октября 1905 — 12 марта 1985) — тайваньский писатель, писавший на японском языке. Окончив школу на японском языке, он отправился в Японию, где познакомился с японскими коммунистами, несмотря на риск подвергнуться преследованиям. Под этим влиянием он стал романистом. После Второй мировой войны попал в тюрьму на Тайване под властью Гоминьдана с 1949 по 1961 год. После освобождения из тюрьмы ему пришлось учить китайский язык у своей внучки.

## Биография
Будущий писатель родился в период японского господства над островом. Получил образование на Тайване в японоязычных школах. Затем отправился в Японию, где встретился как с отторжением, так и с принятием, особенно со стороны японских коммунистов. Под их влиянием сделался пролетарским писателем. После Второй Мировой войны вернулся на Тайвань, где был арестован правительством Гоминьдана, как сочувствующий коммунистам, и находился в тюрьме с 1949 по 1961 год. После выхода на свободу был вынужден учить при помощи своей внучки китайский язык, так как до этого владел только японским.
Среди ранних произведений особо выделяется повесть «Разносчик газет» (1932, 送報伕), посвящённая мальчику-разносчику газет. Она публиковалась по-японски в местной газете и за нее Ян Куй получил японскую литературную премию.
Ян находился под влиянием русской реалистической литературы, «Капитала» Карла Маркса и японских пролетарских движений, развивая в своем творчестве социалистические идеи. Он также находился под влиянием анархизма, прочитав сочинения Михаила Бакунина и Петра Кропоткина после убийства в Токио японского анархиста Осуги Сакаэ.
Ян никогда не переставал участвовать в общественных движениях на протяжении всей своей жизни. Он был заключен в тюрьму на 3 месяца, а затем на 12 лет из-за его участия в борьбе против политического угнетения во время Инцидента 28 февраля 1947 года и в эпоху Белого террора (1949—1987). Будучи гуманным социалистом, Ян однажды так выразил свою жизненную философию: «Необходимо понимать историю, жизнь, обычаи и настроения жителей Тайваня и поддерживать весь тайваньский народ».
Сегодня на Тайване существует литературно-мемориальный музей Ян Куя (англ.), основанный в 2007 году.